# Balassa Péter (esztéta)
Balassa Péter (Budapest, 1947. június 3. – Budapest, 2003. június 30.) József Attila-díjas (1989) esztéta, publicista, irodalomtörténész, kritikus, egyetemi tanár.

## Életpályája
Szülei: Balassa Imre (1886–1974), a Nemzeti Színház rendezője és Tóth Gizella voltak.
Egyetemi tanulmányait a József Attila Tudományegyetemen kezdte, majd az ELTE magyar–történelem szakán végezte 1966–1971 között. Vendéghallgatóként filozófiát, valamint a Liszt Ferenc Zeneművészeti Egyetem zenetudományi szakának óráit is látogatta.
1972–1973 között a Magyar Tudományos Akadémia Filozófiai Intézetének munkatársa volt. 1973-tól az ELTE Bölcsészettudományi Kar Esztétikai Tanszékén tanított. Másodállásban zeneesztétikát adott elő a Liszt Ferenc Zeneművészeti Főiskola Debreceni Tanárképző szakán 1976–1980 között. 1990-től esztétikát és művelődéstörténetet tanított a Színház és Filmművészeti Főiskolán. Munkássága külföldön sem volt ismeretlen: előadott a Sorbonne-on, a leuveni Université Catholique-on, amszterdami és bécsi kollokviumokon, valamint erdélyi egyetemek (Kolozsvár, Nagyvárad) magyar tanszékein.
1987–1991 között az Újhold Évkönyv főmunkatársa volt. 1988–tól a Jelenkor szerkesztő-bizottsági tagja volt. 1989–1991 között a Vigilia szerkesztő-bizottsági tagja volt. 1993-tól a Pannonhalmi Szemle szerkesztőségének volt a tagja. 1999-től egyetemi tanár. 1998-ban Széchenyi ösztöndíjas volt.
2003. június 30-án hunyt el Budapesten.
Fontos szerepet játszott az új prózaíró-nemzedék (kiváltképp Esterházy Péter és Nádas Péter) elindításában, elfogadtatásában. A zene, a képzőművészet és a filozófia egyaránt az érdeklődési körébe tartozott. 

## Emléke
Emlékére 2006-ban megalapították a Balassa Péter-díjat.

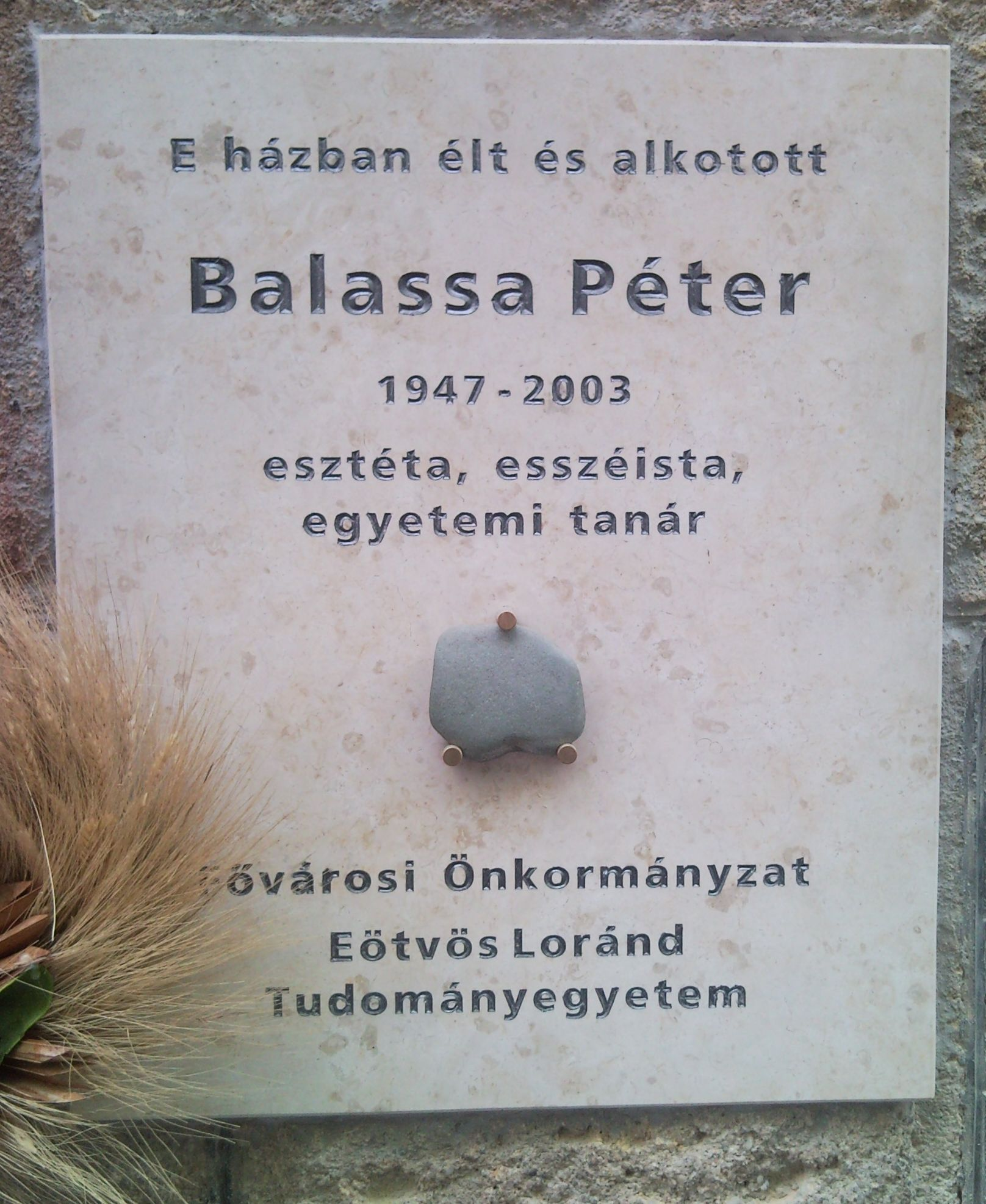
Balassa Péter emléktáblája Budapest I. kerületében; Gellérthegy utca 31.

## Művei
- Kovács Sándor válogatott zenei írásai; vál., jegyz., előszó Balassa Péter; Zeneműkiadó, Bp., 1976
- Dévényi Éva: Színképelemzés. Stúdió K – Woyzeck. Színházlélektani esettanulmány / Balassa Péter: "Mint egy nyitott borotva". Georg Büchner Woyzeck töredékéről; Magyar Színházi Intézet, Bp., 1981
- A színeváltozás. Esszék; Szépirodalmi, Bp., 1982
- Észjárások és formák. Elemzések és kritikák újabb prózánkról, 1978-1984; Tankönyvkiadó, Bp., 1985 (Műelemzések kiskönyvtára)
- Kierkegaard Félelem és rettegés. Utószó Balassa Péter, Európa, Bp., 1986
- A látvány és a szavak. Esszék, tanulmányok 1981-1986; Magvető, Bp., 1987
- Diptychon. Elemzések Esterházy Péter és Nádas Péter műveiről, 1986-88; a tanulmányokat összegyűjt. Balassa Péter; Magvető, Bp., 1988 (JAK füzetek, 41.)
- A másik színház; Szépirodalmi, Bp., 1989
- Hiába: valóság. Civilpróza; Jelenkor, Pécs, 1989
- Babits Mihály válogatott versei; vál., utószó Balassa Péter; Editorg, Bp., 1992 (Editorg klasszikusok)
- Szabadban; Liget Műhely Alapítvány, Bp., 1993 (Liget könyvek)
- Halálnapló; Jelenkor, Pécs, 1993 (Élő irodalom sorozat)
- Üvegezés. Műhelytanulmányok Márton László Átkelés az üvegen című regényéről; összeáll. Balassa Péter; József Attila Kör–Pesti Szalon, Bp., 1994 (JAK)
- Majdnem és talán; T-Twins–MTAK Lukács Archívum, Bp., 1995 (Alternatívák)
- A bolgár kalauz. Tanulmányok, esszék; Pesti Szalon, Bp., 1996
- Petri György válogatott versei; vál., utószó Balassa Péter; Unikornis, Bp., 1996 (A magyar költészet kincsestára)
- Nádas Péter; Kalligram, Pozsony, 1997 (Tegnap és ma)
- Koldustorta. Tizenegy írás; Magyar Írószövetség–Belvárosi, Bp., 1998 (Bibliotheca Hungarica)
- The transfiguration of the novel (A regény átváltozása és az Érzelmek iskolája); angolra for. H. Paul Olchváry; Akadémiai, Bp., 1999 (Studies in modern philology, 14.)
- Törésfolyamatok; Csokonai, Debrecen, 2001 (Alföld könyvek)
- Halálnapló; 2. bőv. kiad.; Palatinus, Bp., 2004 (Balassa Péter művei, 1.)
- Végtelen beszélgetés. Interjúk; Palatinus, Bp., 2004 (Balassa Péter művei, 2.)
- Segédigék. Esterházy Péter prózájáról; Balassi, Bp., 2005 (Balassa Péter művei, 3.)
- Az egyszerűség útjai, sötétben; szerk. Bende József; Vigilia, Bp., 2006 (Vigilia esszék)
- Magatartások találkozója. Babits, Kosztolányi, Móricz; szerk. Szarka Judit; Balassi, Bp., 2007 (Balassa Péter művei, 4.)
- Mindnyájan benne vagyunk. Nádas Péter művei; Balassi, Bp., 2007 (Balassa Péter művei, 5.)
- Átkelés I. Mi tanulható az Újholdtól?; Balassi, Bp., 2009 (Balassa Péter művei, 6.)
- Átkelés II. Lélekkertészet; Balassi, Bp., 2009 (Balassa Péter művei, 7.)

## Díjai, elismerései
- Aszú-díj (1981)
- A filozófiai tudományok kandidátusa (1984)
- Bölöni-díj (1988)
- Örley-díj (1988)
- A Művészeti Alap irodalmi díja (1988)
- Az Év Könyve díj (1988)
- József Attila-díj (1989)
- IRAT-nívódíj (1990)
- Déry Tibor-díj (1993)
- Kosztolányi Dezső-díj (1994)
- Üveggolyó-rend (1995)
- Alföld-díj (1999)
- Pro Literatura-díj (1999)
- A Magyar Tudományos Akadémia doktora (2000)
- Nemes Nagy Ágnes-díj (2002)